# Achille Starace
Achille Starace (n. 18 august 1889, Sannicola, Apulia, Italia – d. 29 aprilie 1945, Milano, Regatul Italiei) a fost un politician italian.